# 秋山源三郎
秋山 源三郎（あきやま げんざぶろう）は、安土桃山時代の武将。甲斐武田氏の家臣。

## 略歴
金丸筑前守（虎義）の三男として誕生。『甲斐国志』『武田三代軍記』では諱を「親久」とし、初名は「晴定」としている。『甲斐国志』では異説として「近久」「景氏」とする説を記しているが、これは養父である秋山虎繁の諱として伝えられた「晴親・晴近」からの影響が指摘される。
「秋山家文書」によれば、天正7年（1579年）7月23日に秋山虎繁の女婿となっていた兄・昌詮が病死したため、源三郎は下条兵庫助の娘を室とし、秋山氏を継承したという。この時点で源三郎は幼名「吉千代」を名乗っており、下条兵庫助には秋山氏の娘が嫁いでいたと考えられている。
『甲陽軍鑑』『甲乱記』によれば、天正10年（1582年）3月、織田信長・徳川家康連合軍による武田領侵攻に際しては実兄の土屋昌恒・金丸定光と共に武田勝頼に従い、田野で戦死した。『寛永諸家系図伝』によれば、享年17。
死後、恵林寺に葬られた。『甲斐国志』では法名を「賢英了勇居士」としているが、異説も見られる。『寛永伝』によれば、源三郎には男子がおり、伊豆大平へ逃れた土屋氏の一族の許に落ち延びたとする伝承もある。

## 系譜
- 父：金丸筑前守（?-1571?） - 虎義
- 母：不詳
- 養父：秋山虎繁（1527-1575）
- 室：下条兵庫助娘
- 生母不明の子女
  - 男子